# Konstantin Stanislavski

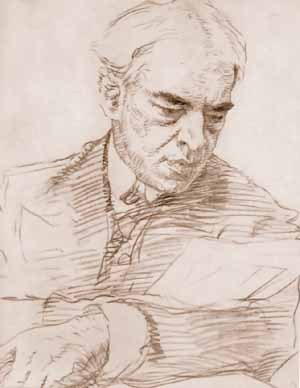
Konstantin Stanislavski

Konstantin Sergheevici Stanislavski (în rusă Константин Сергеевич Станиславский) (n. 5 ianuarie 1863; d. 7 august 1938) a fost un regizor și teoretician rus al teatrului, inovator în teatrul și arta actoricească.  

## Biografie
Născut cu numele de Konstantin Sergheievici Alexeiev în Moscova într-o familie avută, și-a făcut debutul pe scenă la vârsta de numai șapte ani. Și-a luat numele de scenă Stanislavski la începutul carierei (probabil, din dorința de a apăra bunul nume al familiei). 
În 1888, Stanislavski a înființat Societatea de Artă și Literatură la Teatrul Malîi, unde a căpătat o experiență în arta dramatică.

## Muncă artistică

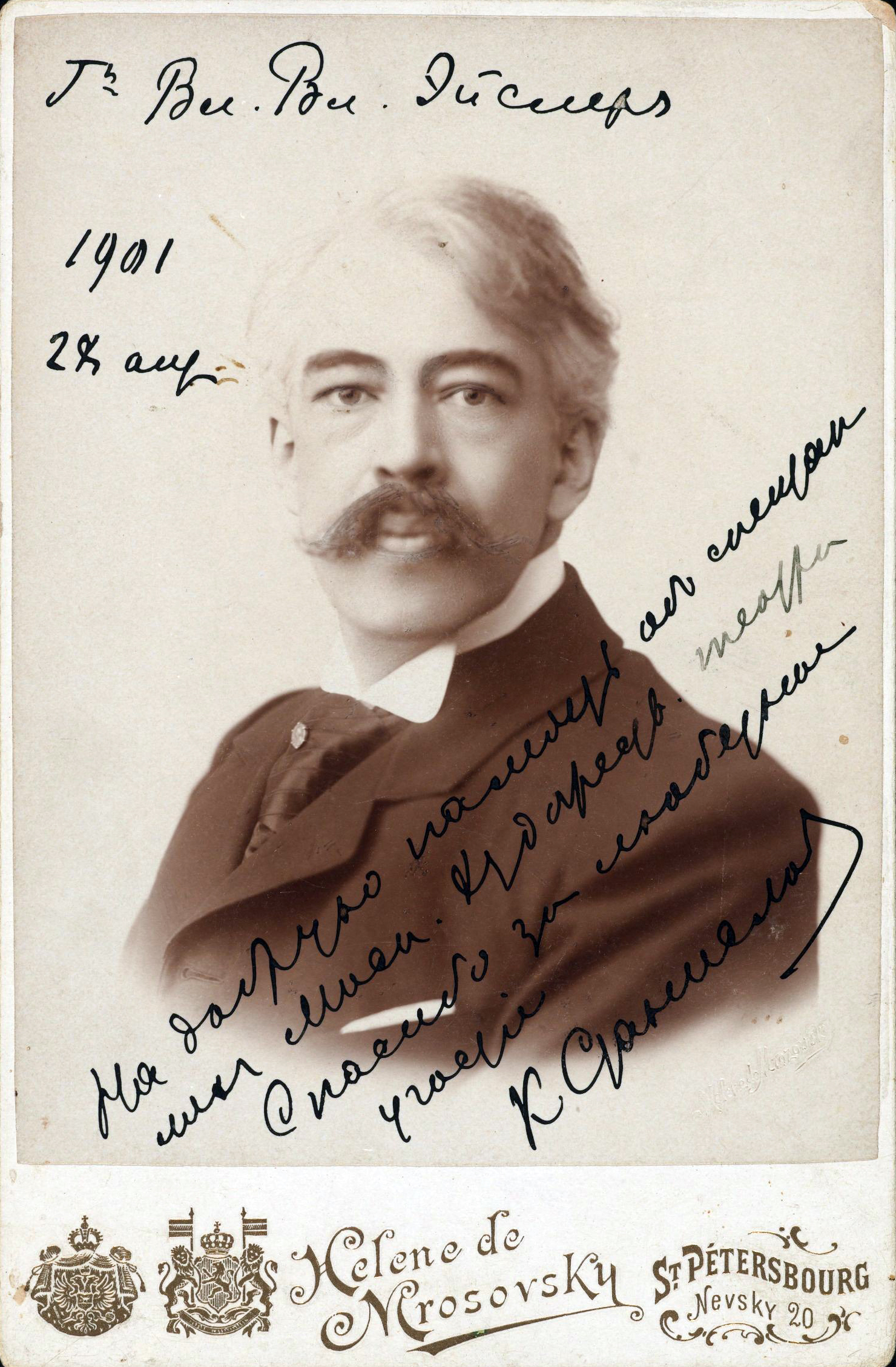
Stanislavski, c. 1901

În 1897 a fost cofondatorul Teatrului de Artă din Moscova alături de Vladimir Nemirovici-Dancenko. Una dintre primele piese puse în scenă a fost Pescărușul al lui Anton Cehov. În Teatrul de Artă, Stanislavski a început dezvoltarea faimosului său "Sistem", bazat pe tradiția realismului lui Alexandr Pușkin. "Sistemul" va fi mai apoi dezvoltat de Lee Strasberg, Stella Adler, Robert Lewis, Sanford Meisner și mulți alții în Statele Unite. "Sistemul" lui Stanislavski se concentrează pe dezvoltarea în mod realist a personajelor. Actorii erau instruiți să folosească "memoria afectivă" pentru a portretiza în mod natural emoțiile personajelor interpretate. Pentru a reuși în această încercare, actorilor li se cerea să se gândească la un moment din viețile lor în care au simțit emoția dorită și să încerce să o prezinte pe scenă, totul în dorința de a asigura o interpretare cât mai apropiată de realitate. 
Sistemul lui Stanislavski este o metodă complexă pentru interpretarea unor personaje credibile. Actorii de film, televiziune și de teatru din zilele noastre datorează mult acestei metode. 
Una dintre căile folosite de Sistem este aceea a "magicului dacă". Actorii erau îndemnați să-și pună cât mai multe întrebări în legătură cu personajul interpretat, una dintre primele astfel de întrebării fiind: "Ce aș fi făcut eu dacă m-aș fi aflat în aceeași situație cu personajul meu?"

## Influența lui Stanislavski
Stanislavski a avut influență asupra unor scriitori precum Maxim Gorki și Anton Cehov.
Stanislavski a supraviețuit atât revoluției din 1905 cât și revoluției din 1917, în timpul acesteia din urmă, numai după intervenția lui Lenin, după cum s-a afirmat în epocă. În 1918, Stanislavski a înființat Studioul Întâi ca școală pentru tinerii actori și a scris mai multe lucrări în domeniul teatral.